# 1-氨基环丙烷-1-甲酸
1-氨基环丙烷-1-甲酸，简称ACC，是一种双取代的环状α-氨基酸，其中环丙烷环与氨基酸的Cα原子稠合。它是一种白色固体。目前已知有许多种环丙烷取代的氨基酸，但这种是天然存在的。与甘氨酸一样，但与大多数α-氨基酸不同，ACC不是手性的。

## 生物化学
ACC是植物激素乙烯的前体。它由ACC合酶（EC 4.4.1.14）从甲硫氨酸合成，并通过ACC氧化酶（EC 1.14.17.4）转化为乙烯。
ACC还表现出不依赖于乙烯的信号传导，该信号通过激活类似于人类和动物神经系统反应所涉及的蛋白质，在授粉和种子生产中发挥关键作用。更具体地说，ACC信号促进花粉管趋化因子LURE1.2在胚珠孢子体组织中的分泌，从而增强花粉管的吸引力。此外，ACC通过根原生质体中的谷氨酸受体样通道激活含Ca2+的离子流。
ACC可被土壤微生物（细菌和真菌）用作氮和碳的来源。因此，已证明使用ACC培养土壤可诱导编码ACC脱氨作用的基因丰度，这可能对植物生长和胁迫耐受性产生积极影响。
ACC也曾从海带中提取。
ACC也是哺乳动物NMDA受体的外源性部分激动剂。
2019年，美国环境保护局发出通知，申请颁发ACC作为杀虫剂的实验使用许可证。